# Syniak (obwód kijowski)
Syniak (ukr. Синяк) – wieś na Ukrainie, w obwodzie kijowskim, w rejonie buczańskim, w hromadzie Bucza. W 2022 liczyła 774 mieszkańców.